# Palec (Pośredni Wierszyk)

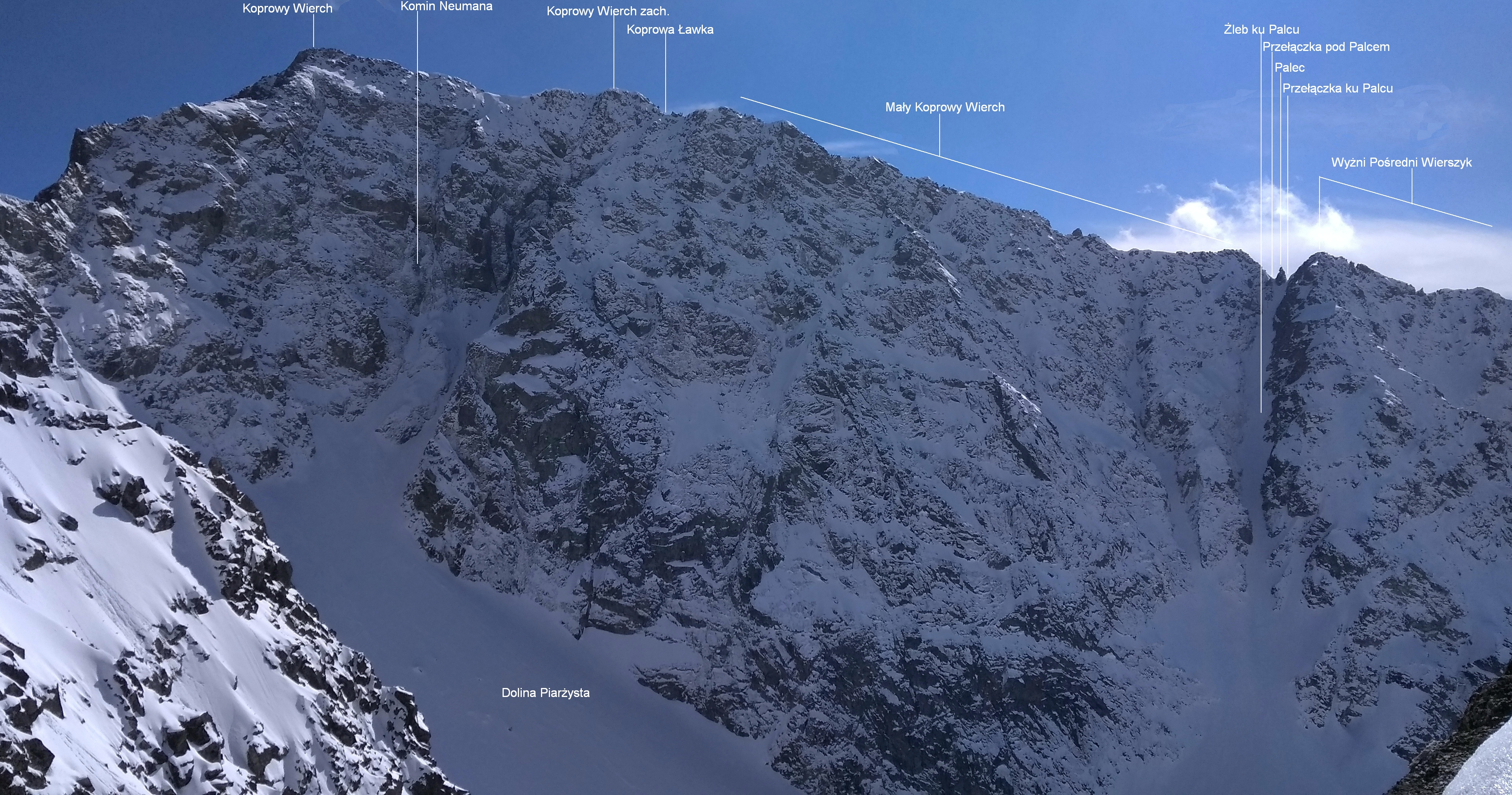
Widok z Liptowskich Murów

Palec (słow. Palec, 2236 m n.p.m.) – ostrokształtna turnia w grani Pośredniego Wierszyka w słowackiej części Tatr Wysokich. Znajduje się pomiędzy Wyżnim Pośrednim Wierszykiem na południowym zachodzie a Małym Koprowym Wierchem na północnym wschodzie. Nadano nazwy przełączkom po obydwu jej stronach; od strony Małego Koprowego Wierchu jest to Przełączka pod Palcem (ok. 2210 m), od strony Wyżniego Pośredniego Wierszyka Przełączka ku Palcu. O turni Palec Władysław Cywiński napisał: iglica nie do zapomnienia. Na Przełączkę pod Palcem opada uskokiem o wysokości około 10 m. Wejście z tej przełączki na Palec to IV w dolnej części i II w górnej części w skali tatrzańskiej. Pierwsze (prawdopodobnie) przejście: Władysław Cywiński 27 sierpnia 1992 r. Wejście na Palec od strony Przełączki pod Palcu to III. Przy przejściu granią można Palec łatwo ominąć po dowolnej stronie.
Pośredni Wierszyk jest wyłączony z ruchu turystycznego, mogą na nim natomiast uprawiać wspinaczkę taternicy. Na Palec można wejść granią Pośredniego Wierszyka, lub żlebami na przełączki po obydwu jego stronach (północny żleb to Żleb ku Palcu). Przejście granią z ominięciem Palca to 0+.
Palec przed 1973 r. był jedynym znanym z nazwy obiektem w Pośrednim Wierszyku. Nazwy pozostałych znane tylko w środowisku taternickim zebrał i opublikował Andrzej Skłodowski w numerze 1 czasopisma Taternik w 1973 r. (z wyjątkiem nazwy Przełączka ku Palcu).